# Transurban
Transurban Group NPV – міжнародна компанія, яка спеціалізується на проектуванні, будівництві та обслуговуванні платних автомобільних шляхів. Штаб-квартира розташована у місті Мельбурн, Австралія. Акції компанії торгуються на Австралійській біржі цінних паперів та входять до розрахунку індексу S&P/ASX 50. 
Проекти компанії розташовані у самій Австралії, а також у Північній Америці. У Австралії компанії Transurban належить доля у трьох з п'яти ключових автомагістралей Сіднею. Компанія повністю володіє мережею автошляхів CityLink, які з'єднують три головні автошляхи Мельбурну. У 2006, 2007 та 2008 роках компанія входила до Dow Jones Sustainability Index (DJSI), як одна за найдинамічніших компаній у світі.  

## Автошляхи та проекти

### Мельбурн,Австралія
- CityLink

### Сідней,Австралія
- Hills M2
- M4 Western Motorway
- M5 South Western Motorway
- Eastern Distributor [2]
- Westlink M7
- Lane Cove Tunnel

### Вірджинія, США
- Pocahontas 895 біля Ричмонду  - у травні 2006 компанія заплатила 611 мільйонів доларів США за 99-річну консесію автошляху.[3]
- Interstate 495 HOT Lanes